# Choeromorpha brunneomaculata
Choeromorpha brunneomaculata là một loài bọ cánh cứng trong họ Cerambycidae.